# Sony Pictures Home Entertainment
Sony Pictures Home Entertainment es la división de distribución de vídeo doméstico de Sony Pictures Entertainment Inc., una subsidiaria de Sony Corporation. Se estableció en junio de 1978 como Columbia Pictures Home Entertainment, estrenando 20 títulos (Abismo, Bell, Book and Candle, Born Free, Breakout, Don't Raise the Bridge, Lower the River, Emmanuelle, Eyes of Laura Mars, Fun with Dick and Jane, Here Comes Mr. Jordan, La isla misteriosa, A Man for All Seasons, Midnight Express, Mr. Smith Goes to Washington, Más dura será la caída, The New Centurions, Odio en las praderas, Shamus, Supergolpe en Manhattan, The Taming of the Shrew, y You Light Up My Life).
Es responsable por la distribución de la colección de Sony Pictures para vídeo doméstico, principalmente películas estrenadas por Columbia Pictures y TriStar Pictures, pero también versiones de productos de Sony Pictures Classics, Screen Gems, Triumph Films, Destination Films, Revolution Studios, Stage 6 Films, y Affirm Films. Desde el 21 de junio de 2007, SPHE ahora encarga la marca infantil Sony Wonder, que anteriormente fue propiedad de Sony BMG Music Entertainment.
También es responsable por sus programas de televisión de la biblioteca de Sony Pictures Television de Screen Gems, Columbia Pictures Television, TriStar Television, Tandem Productions, ELP Communications (incluyendo programación de TAT Communications al igual que la de ELP Communications), Columbia TriStar Television, y Sony Pictures Television.
La compañía era conocida anteriormente como Columbia Pictures Home Entertainment (1979-1982), RCA/Columbia Pictures Home Video (un joint venture con RCA, 1982-1991), Columbia TriStar Home Video (1991-2000), y finalmente Columbia TriStar Home Entertainment (2000-2003), antes de adoptar su nombre actual en febrero de 2003. En algunos territorios, todavía va por su identidad anterior; sin embargo, esto puede no ser el caso durante mucho más tiempo. En el Reino Unido (y otros países extranjeros, principalmente en Europa), era conocido como RCA/Columbia Pictures International Video de 1982 a agosto de 1991 y Columbia TriStar Home Entertainment International de agosto de 1991 a junio de 2005 .
En Hispanola, fue 2 adicionales distributoras de DVD infantiles y anime, Big Picture Kids Entertainment (comprado a 20th Century Studios Home Entertainment en 2010), y Selecta Visión (vendido de Universal Pictures Home Entertainment)
Como RCA-Columbia Pictures Home Video y como Columbia TriStar Home Video, la compañía distribuyó muchas películas de New Line Cinema y un número de películas de Cinetel Films, así como películas de Miramax en VHS y fuera de EE.UU Orion Pictures(hasta 1997) y Lolafilms(hasta 1994) cuando pasaron por PolyGram o Metro-Goldwyn-Mayer, Tripictures entre 1990 y junio de 1992, Entertainment In Video entre 1989 y 1997(ambas pasadas a Warner Home Video, pero regresadas a Sony en 2020, Entertainment In Video regreso a Sony entre abril de 2010 y marzo de 2011)
En la Canadá, Columbia TriStar Home Video ayudó a distribuir las cintas de Astral Video en la década de 1990.
También tiene un acuerdo australiana con Hoyts.
Columbia TriStar Home Video también se distribuyen las cintas de Turner Home Entertainment en el Reino Unido desde 1994 a 1997 en VHS y en España CineCompany de 1992 a 2000(algunas las distribuyó 20th Century Fox Home Entertainment y de 1995 a 2004 Aurum Producciones(de 1996 a 1999 ciertos estrenos fueron de Buena Vista Home Entertainment y 20th Century Fox Home Entertainment) y Flins y Píniculas de 2000 a 2002(hasta que ambas se fueron a Paramount Pictures) ambos en VHS y DVD
En EE.UU(y en Canadá de 1997 a 2004) distribuyó los títulos de Lionsgate Films de 2008 a 2011 y de 2020 a la actualidad en DVD, Blu-ray y Ultra HD Blu-ray.
En Italia, Columbia TriStar distribuyó los títulos de Italian International Film en VHS y DVD hasta 2004 y también desde 2002 hasta 2003 Columbia TriStar ha distribuido los títulos de 01 Distribution.
Debido a que es propiedad de Sony, SPHE debe ser compatible con el formato de alta definición Blu-ray.
SPHE tiene un contrato de tres años con Anchor Bay Entertainment, un secundario de Starz Media, para lanzamientos mundiales en DVD, con la excepción de América del Norte, Australia y el Reino Unido, hasta que en Nueva Zelanda, Roadshow Home Video había distribuido los títulos por Anchor Bay.
El 21 de febrero de 2010, The Weinstein Company llegó a un acuerdo de distribución de DVD con SPHE a través de Sony Pictures Worldwide Acquisitions Group.
En 2011 adquiere de Selecta Visión de Paramount para lanzar su catálogo y futuros filmes a DVD y Blu-ray y en 2021 renovó su acuerdo tras la quiebra de Cameo Media. En julio de 2024, SPHE añade a su catálogo A Contracorriente Films de UPHE.
En 2011 readquiere Aurum Producciones de Paramount para lanzar su catálogo y futuros títulos a DVD, Blu-ray y video on demand y un año más tarde es adquirida por 20th Century Fox Home Entertainment para adquirir catálogo de títulos y futuros estrenos a DVD y Blu-ray(excepto en VOD) y en julio de 2016 Fox se retira de Sony y Sony adquiere el catálogo de Paramount Pictures(incluyendo Universal Pictures, Vértigo Films, ..) para futuros títulos y catálogo en DVD , Blu-ray y Ultra HD Blu-ray(excepto en VOD) hasta que Paramount se vaya a Divisa Home Video en 2020
En septiembre de 2018 adquirió el catálogo de Funimation después de que UPHE vendiera la empresa a Sony en 2017 
En abril de 2021, formó joint-venture con Universal Pictures Home Entertainment para España llamada Arvi Licensing, SL que licencia Universal y Sony a DVD, Blu-ray y Blu-ray Ultra HD; después de que Paramount se fuera a Divisa Home Video. 
En julio de 2021 establecen tratos videográficos con Tripictures en España y Entertainment In Video en Reino Unido, Irlanda y Bermuda, ambas procedentes de Fox/Disney. 
En enero de 2022 su joint venture con UPHE incluyó a DeAPlaneta para lanzar su catálogo y próximos títulos en DVD y Blu-ray y recientemente su joint venture con UPHE incluyó a Warner Bros. para lanzar su catálogo y próximos títulos en DVD,  Blu-ray y Blu-ray Ultra HD.

## Su subsidiario australiano
Las operaciones en Australia fue una empresa conjunta entre RCA/Columbia Pictures Video y la compañía de cine local Hoyts. Era conocido como RCA Columbia Pictures-Hoyts Video y lanzó muchas películas locales (principalmente los distribuidos por Hoyts, al igual que Cannon Films), además de los títulos de Columbia Pictures. Antes de esto, algunas versiones se manejaron a través de CEL. En la década de 1990, la compañía fue relanzada como Columbia TriStar Hoyts Home Video, antes de que Hoyts se retiró de la asociación. Desde 2011, se llama Universal Sony Pictures Home Entertainment una joint venture con Universal que distribuye los títulos de Universal y Sony en DVD, Blu-ray y Ultra HD Blu-ray en Australia y Nueva Zelanda.

## Sub-marcas
La compañía ha tenida varias sub-marcas, incluyendo:
- First Release Home Entertainment - una mezcla de "B-movies," películas de TriStar, y unas películas predominantes en Australia.
- Video Box Office - una mezcla de "B-movies" y unas películas predominantes en Australia.
- Magic Window - Películas para niños.
- RCA-Columbia Pictures International Video - Películas internacionales (unos fueron estrenados por CEL).
- Triumph Video (anteriormente SVS-Triumph) - Películas de Triumph Films, y unas películas menos conocidos que se estrenaron por Columbia y TriStar. Originalmente fue fundada en 1979 como Sony Video Services, pero cambió su nombre después de la formación de Sony Pictures.
- Musicvision - Una división de corta duración para vídeos musicales de RCA/Columbia Pictures Home Video.
- Columbia Pictures Classics - Una marca que estrenó películas clásicas por Columbia Pictures en DVD.
- Screen Classics by Request
- Superbit

## Acuerdos de distribución

### SPHE y MGM
Desde el 7 de junio de 2005, cuando Sony y cuarto socios adquiriron MGM de Kirk Kerkorian, SPHE tenía los derechos nacionales de entretenimiento doméstico a la biblioteca de MGM, que contuvo 4,000 películas y 10,400 episodios de TV, aunque esos lanzamientos se siguen distribuyendo bajo la marca MGM DVD. En septiembre de 2006, MGM terminó el acuerdo de distribución con SPHE y transfieró la mayoridad de su producción de 20th Century Fox Home Entertainment, con exclusión de co-estrenas de Columbia TriStar MGM/UA, que continuarán siendo distribuidos por SPHE (excepto por la última película de James Bond, Quantum of Solace, y La Pantera Rosa 2, sin embargo). Sony todavía posee 20% de MGM, pero 20th no tiene participación mayoritaria en MGM. En 2006, el presidente veterano de SPHE, Ben Feingold, dejó la compañía y fue reemplazado por Dave Bishop, el ejecutivo de MGM Home Entertainment, quien contrató a numerosos empleados de MGM para reemplazar empleados de Sony.
Sin embargo, en febrero de 2011, Sony recupera todos sus derechos de distribución a la colección de MGM Home Entertainment bajo un acuerdo que paga a SPHE 8% en tarifas de distribución (lo normal de la industria es 10%). El acuerdo de Fox para distribución de la filmoteca de MGM en todo el mundo iba a expirar en septiembre de 2011, pero se prorrogó por cinco años más en el 14 de abril de 2011.
SPHE también está distribuyendo Blood and Chocolate en DVD y Blu-ray , a pesar de que MGM distribuyó la película por sí misma en cines seleccionados. Esto se debe a MGM tenía los derechos de distribución para la película antes de que MGM fue comprado.

### SPHE conParamount PicturesyUniversal Picturesen México
Para la distribución de DVD, Blu-Ray y 4K Ultra HD en México, SPHE crea «Sony Pictures Home Entertainment México»; en colaboración con Paramount Pictures y Universal Pictures. Lanzado para incursionar en la venta de discos físicos, este acuerdo representa el 50% de los negocios de los estudios de Hollywood en el país azteca.  Supliendo el fracaso de 20th Century Studios Home Entertainment (antes 20th Century FOX Home Entertainment) y de Walt Disney Studios Home Entertainment en la distribución de contenidos de Sony, se invirtieron 300 millones de dólares para la manufactura, venta y creación de la cadena de distribución de blu-ray y DVD en México junto a los nuevos miembros; además de 350,000 dólares adicionales para montar oficinas. El acuerdo implica la inversión anual de 50 millones de pesos para SPHE.